# Nekrolog 1594
Nekrolog
◄◄
| ◄
| 1590
| 1591
| 1592
| 1593
| 1594 | 1595 | 1596 | 1597 | 1598 | ► | ►►
Weitere Ereignisse | Allgemeiner Nekrolog 1594
Die Beschreibung der verstorbenen Person sollte so kurz wie möglich gehalten sein und nur deren signifikante Tätigkeit(en) enthalten.
Neue Namen ggf. auch unter dem Geburts- und Sterbedatum, also etwa unter 1. Januar und im Geburts- und Sterbejahr (2024) eintragen (nur bei entsprechender großer Wichtigkeit). Für Beispiele siehe die schon vorhandenen Artikel.
Außerdem über die fünf zuletzt Verstorbenen, zu denen es einen ausreichend guten Artikel für eine Präsentation auf der Hauptseite gibt, nach der todesbedingten Überarbeitung der Artikel ggf. auch unter Wikipedia Diskussion:Hauptseite informieren und sie am besten auch in den anderen Wikipedia-Sprachversionen eintragen. Tipp: Regelmäßig bei news.google.de nach „ist tot“, „gestorben“ oder „verstorben“ suchen.
Wenn eine Person gestorben ist, gibt es viele Seiten zu dieser Person in der Wikipedia, die davon auch betroffen sind und entsprechend aktualisiert werden müssen. Beispiele: Namenübersichtsseite, Geburtsjahr, Geburtsort-Seiten und viele mehr.
Wie finde ich die betroffenen Seiten?
Im Suchfeld auf der linken Seite gibt man den Suchbegriff so ein: „Vorname Nachname“. Dann klickt man auf Volltext und alle Seiten mit entsprechendem Suchtext werden aufgerufen. Hier sieht man dann schnell, wo auch das Todesjahr Sinn macht oder sogar ein Teil des Artikels angepasst werden muss. Auch hilft das „Werkzeug“ auf der linken Seite sehr gut, um solche Seiten aufzufinden: „Links auf diese Seite“. Somit ist die Wikipedia wieder aktuell in allen Bereichen! Hinweis: bei Eintragung der Kategorie „Gestorben JAHR“ wird der Missbrauchsfilter 49 ausgelöst, was jedoch nicht schlimm ist. Siehe: Spezial:Missbrauchsfilter/49
Dies ist eine Liste von im Jahr 1594 verstorbenen bekannten Persönlichkeiten. Die Einträge erfolgen innerhalb der einzelnen Daten alphabetisch sortiert. Tiere sind im Nekrolog für Tiere zu finden.

## Januar
| Tag        | Name                     | Beruf, bekannt als                                                                                      | Alter | Beleg |
| ---------- | ------------------------ | --- | ----- | ----- |
| 1. Januar  | Johannes Holl            | Baumeister des deutschen Frühbarock                                                                     |       |       |
| 7. Januar  | Lazarus Ercker           | sächsischer und böhmischer Münzmeister, Guardein und Autor                                              |       |       |
| 7. Januar  | Francesco Marmoro        | österreichischer Architekt, landschaftlicher Baumeister, zuletzt Superintendent und oberster Baumeister |       |       |
| 8. Januar  | Valentin von Alvensleben | Burgherr in Gardelegen und Erxleben                                                                     |       |       |
| 19. Januar | Jacob Israel Neubeck     | schweizerischer Tischler                                                                                | 28    |       |

## Februar
| Tag         | Name                             | Beruf, bekannt als                                     | Alter | Beleg |
| ----------- | -------------------------------- | ------------------------------------------------------ | ----- | ----- |
| 2. Februar  | Giovanni Pierluigi da Palestrina | italienischer Komponist und Erneuerer der Kirchenmusik |       |       |
| 8. Februar  | Elisabeth von der Pfalz          | Herzogin von Sachsen                                   | 53    |       |
| 12. Februar | Johannes Bugenhagen der Jüngere  | deutscher lutherischer Theologe                        | 66    |       |
| 14. Februar | William Painter                  | englischer Schriftsteller in der Renaissance           |       |       |
| 21. Februar | Giles Brydges, 3. Baron Chandos  | englischer Höfling                                     |       |       |

## März
| Tag      | Name                          | Beruf, bekannt als                                                          | Alter | Beleg |
| -------- | ----------------------------- | --------------------------------------------------------------------------- | ----- | ----- |
| 11. März | Jacob Kurz von Senftenau      | Reichsvizekanzler des Heiligen Römischen Reiches                            |       |       |
| 15. März | Casiodoro de Reina            | spanischer evangelischer Theologe                                           |       |       |
| 17. März | Ludwig Pfyffer von Altishofen | Schweizer Militärführer                                                     |       |       |
| 19. März | Kaspar Gropper                | katholischer Theologe, Kirchenpolitiker und Jurist zur Zeit der Reformation |       |       |
| 22. März | Franz Brasser                 | deutscher Rechenmeister                                                     |       |       |
| 28. März | Nicolas de Pellevé            | französischer Geistlicher, Erzbischof von Reims und Kardinal                | 78    |       |

## April
| Tag       | Name                                 | Beruf, bekannt als                                             | Alter | Beleg |
| --------- | ------------------------------------ | -------------------------------------------------------------- | ----- | ----- |
| 2. April  | Hermann von Dorne                    | Kaufmann und Bürgermeister der Hansestadt Lübeck               |       |       |
| 7. April  | Wolfgang Uhle                        | Pestpfarrer von Annaberg                                       |       |       |
| 16. April | Ferdinando Stanley, 5. Earl of Derby | englischer Adliger                                             |       |       |
| 24. April | François Gouffier de Bonnivet        | französischer Adliger und Militär                              |       |       |
| 30. April | Andreas Mylius                       | mecklenburgischer Politiker, Diplomat, Historiker und Chronist | 66    |       |
| April     | Valentin Otto                        | deutscher Musiker und Leipziger Thomaskantor                   |       |       |

## Mai
| Tag     | Name                         | Beruf, bekannt als                                                        | Alter | Beleg |
| ------- | ---------------------------- | ------------------------------------------------------------------------- | ----- | ----- |
| 3. Mai  | Asche von Holle              | frühneuzeitlicher deutscher Unternehmer                                   |       |       |
| 4. Mai  | Paulus Buys                  | Staatsmann, holländischer Landesadvokat zwischen den Jahren 1572 und 1585 |       |       |
| 25. Mai | Franz Mützeltin              | Staatsmann während der Reformation                                        |       |       |
| 27. Mai | Johann Philipp von Helmstatt | kurpfälzischer Marschall                                                  |       |       |
| 30. Mai | Bálint Balassa               | ungarischer Dichter der Renaissancezeit                                   | 39    |       |
| 31. Mai | Jacopo Tintoretto            | italienischer Maler                                                       | 75    |       |

## Juni
| Tag      | Name                 | Beruf, bekannt als                                      | Alter | Beleg |
| -------- | -------------------- | ------------------------------------------------------- | ----- | ----- |
| 2. Juni  | Andreas Sieber       | Bürgermeister von Leipzig                               |       |       |
| 7. Juni  | Roderigo Lopes       | Leibarzt der englischen Königin Elisabeth I. Tudor      |       |       |
| 14. Juni | Orlando di Lasso     | Komponist der Hochrenaissance                           |       |       |
| 27. Juni | Seyfried von Breuner | österreichischer Adliger und Beamter                    |       |       |
| 29. Juni | Niels Kaas           | dänischer Kanzler                                       |       |       |
| Juni     | Johannes Löwenklau   | deutscher Rechtswissenschaftler, Gräzist und Historiker |       |       |

## Juli
| Tag      | Name             | Beruf, bekannt als                                   | Alter | Beleg |
| -------- | ---------------- | ---------------------------------------------------- | ----- | ----- |
| 16. Juli | Achatius Cureus  | deutscher Autor und neulateinischer Lyriker          |       |       |
| 16. Juli | Thomas Kyd       | englischer elisabethanischer Dramatiker              | 35    |       |
| 18. Juli | Lorenz Dürnhofer | deutscher evangelischer Theologe                     | 62    |       |
| 24. Juli | John Boste       | römisch-katholischer Priester, Märtyrer und Heiliger |       |       |
| 26. Juli | John Ingram      | englischer Jesuit und Märtyrer                       |       |       |
| 30. Juli | Charles II.      | Erzbischof von Rouen, Kardinal                       | 32    |       |
| Juli     | Girolamo Mei     | italienischer Historiker und Humanist                | 75    |       |

## August
| Tag        | Name                    | Beruf, bekannt als                                       | Alter | Beleg |
| ---------- | ----------------------- | -------------------------------------------------------- | ----- | ----- |
| 5. August  | Eleonore von Österreich | Herzogin von Mantua                                      | 59    |       |
| 6. August  | Fabian Kommerell        | Bäcker sowie Gerichtsverwandter von Tübingen             |       |       |
| 10. August | Ishikawa Goemon         | japanischer Räuber                                       |       |       |
| 16. August | Johann Cobenzl          | Diplomat im Auftrage der Habsburger, Reiseschriftsteller |       |       |
| 24. August | Joachim Opser           | Abt des Klosters St. Gallen (1577–1594)                  |       |       |
| 27. August | Martin von Eyb          | Bischof von Bamberg                                      |       |       |
| August     | Johann Caspar Neubeck   | katholischer Bischof der Diözese Wien                    |       |       |

## September
| Tag           | Name                   | Beruf, bekannt als                            | Alter | Beleg |
| ------------- | ---------------------- | --------------------------------------------- | ----- | ----- |
| 11. September | Balthasar Báthory      | Fürst von Siebenbürgen                        |       |       |
| 16. September | Caspar Schütz          | preußischer Historiker                        |       |       |
| 24. September | Louis de Revol         | erster französischer Außenminister            |       |       |
| 30. September | Pleikard von Gemmingen | Grundherr in Fürfeld, Bonfeld und Eschenau    |       |       |
| September     | Johann Rasser          | Dichter und elsässischer katholischer Pfarrer |       |       |

## Oktober
| Tag         | Name                            | Beruf, bekannt als                               | Alter | Beleg |
| ----------- | ------------------------------- | ------------------------------------------------ | ----- | ----- |
| 2. Oktober  | Siegmund Badehorn               | sächsischer Jurist und Bürgermeister von Leipzig |       |       |
| 16. Oktober | William Allen                   | englischer Kardinal und Politiker                |       |       |
| 19. Oktober | Johann Agricola Eisleben junior | Bürgermeister von Berlin                         |       |       |
| 24. Oktober | François d’O                    | Mignon des französischen Königs Heinrich III.    |       |       |

## November
| Tag          | Name                               | Beruf, bekannt als                                                                 | Alter | Beleg |
| ------------ | ---------------------------------- | ---------------------------------------------------------------------------------- | ----- | ----- |
| 3. November  | Christoph Stürgkh auf Plankenwarth | Erzherzoglicher Rat und Gutsbesitzer                                               |       |       |
| 19. November | Caspar Hoyer                       | Staller der Landschaft Eiderstedt                                                  | 54    |       |
| 20. November | Johannes Ernst                     | zwölfte Abt der Reichsabtei Ochsenhausen                                           |       |       |
| 22. November | Martin Frobisher                   | englischer Seefahrer                                                               |       |       |
| 26. November | Balduin Hoyoul                     | franko-flämischer Musiker und Komponist                                            |       |       |
| 29. November | Alonso de Ercilla y Zúñiga         | spanischer Schriftsteller                                                          | 61    |       |
| November     | Claudius Hollyband                 | britischer Romanist, Fremdsprachendidaktiker und Lexikograf französischer Herkunft |       |       |
| November     | Michele Membrè                     | venzianischer Übersetzer                                                           |       |       |

## Dezember
| Tag          | Name                                           | Beruf, bekannt als                                           | Alter | Beleg |
| ------------ | ---------------------------------------------- | ------------------------------------------------------------ | ----- | ----- |
| 1. Dezember  | Claude Dupuy                                   | französischer Humanist                                       |       |       |
| 2. Dezember  | Gerhard Mercator                               | Mathematiker und Kartograf                                   | 82    |       |
| 3. Dezember  | Erasmus Neustetter genannt Stürmer             | deutscher katholischer Gelehrter, Theologe, Humanist, Mäzen  | 71    |       |
| 5. Dezember  | Hieronymus Nymmann                             | deutscher Mediziner                                          |       |       |
| 12. Dezember | Jakob II. Pütrich                              | Ordensgeistlicher, Fürstpropst von Berchtesgaden (1567–1594) |       |       |
| 28. Dezember | Christoph II. Rosenhardt genannt Glockengießer | deutscher Glockengießer und Ratsgenannter                    | 65    |       |
| 29. Dezember | Jean Châtel                                    | Attentäter auf König auf Heinrich IV.                        |       |       |

## Datum unbekannt
| Tag | Name                                        | Beruf, bekannt als                                                                                              | Alter | Beleg |
| --- | ------------------------------------------- | --- | ----- | ----- |
|     | Petrus van der Aa                           | flandrischer Jurist                                                                                             |       |       |
|     | Sievert von Ahlefeldt                       | adliger Gutsherr und Mitglied der adligen Stände in Schleswig-Holstein                                          |       |       |
|     | Bonaventure Corneille Bertram               | französischer evangelischer Theologe und Hochschullehrer                                                        |       |       |
|     | Guillaume Bouchet                           | französischer Buchhändler und Schriftsteller                                                                    |       |       |
|     | Philipp Brandin                             | niederländischer Architekt, Baumeister und Bildhauer                                                            |       |       |
|     | Hans Dorn                                   | württembergischer Maler und Zeichner                                                                            |       |       |
|     | John Johnson                                | englischer Lautenist und Komponist                                                                              |       |       |
|     | Pedro Mariño de Lobeira                     | Chronist des Königreich Chile (1528–1594)                                                                       |       |       |
|     | Giovanni Battista Lorenzi                   | italienischer Bildhauer und Künstler                                                                            |       |       |
|     | Manase Dōsan                                | japanischer Mediziner der im Umbruch zur Frühmoderne eine die Loslösung von der chinesischen Medizin einleitete |       |       |
|     | Lemke Meyers                                | Frau, die aufgrund des Vorwurfs der Hexerei hingerichtet wurde                                                  |       |       |
|     | Guillaume de Montmorency, seigneur de Thoré | französischer Militär, Mitglied der Malcontents                                                                 |       |       |
|     | Cristóbal Ramírez de Cartagena              | Richter, vorübergehend spanischer Vizekönig von Peru                                                            |       |       |
|     | Maria Jacoba von Schwarzenberg              | Äbtissin des Damenstifts Buchau                                                                                 |       |       |
|     | Balthasar II. von Trautson                  | österreichischer Staatsmann                                                                                     |       |       |
|     | Adam Wagner                                 | deutscher Bildhauer                                                                                             |       |       |
|     | Wilhelm von Zimmern                         | Nachfolger des Chronisten der Zimmerischen Chronik, Graf Froben von Zimmern                                     |       |       |